# (5185) Alerossi
(5185) Alerossi (1990 RV2) – planetoida z pasa głównego asteroid okrążająca Słońce w ciągu 4,39 lat w średniej odległości 2,68 j.a. Odkryta 15 września 1990 roku.